# 1987 en jeu
Chronologie du jeu
- 1983
- 1984
- 1985
- 1986
- 1987
- 1988
- 1989
- 1990
- 1991

Cet article présente les faits marquants de l'année 1987 concernant le jeu.

## Évènements

### Compétitions
- 29 mars : le Français Bruno de Scoraille remporte le IIIe Championnat de France de Diplomatie à Paris devant ses compatriotes Patrick Hamel et Luc Chevallier[1].
- 14 novembre : le Japonais Ken’Ichi Ishii remporte le XIe championnat du monde d’Othello à Milan.
- 19 décembre : à Séville, les Soviétiques Garry Kasparov et Anatoli Karpov font match nul dans le championnat du monde d’échecs, Kasparov conserve ainsi son statut de champion de monde.

## Sorties
- Beyond the Supernatural, Randy McCall, Erick Wujcik et Kevin Siembieda, Palladium Books
- version française des Règles avancées de Donjons et Dragons, Transecom